# 판지시르 분쟁

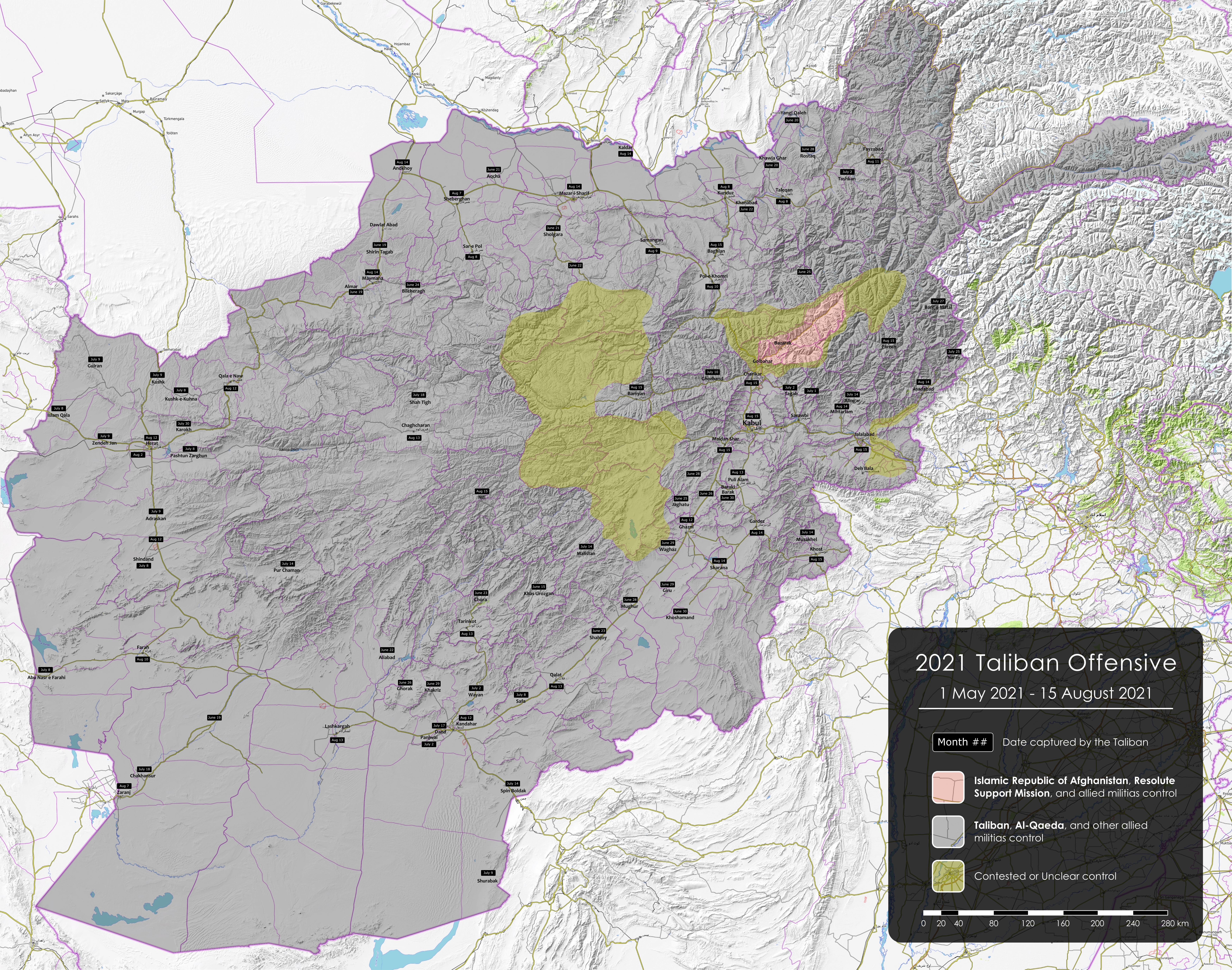
2021년 탈레반 공세 이후 내전의 전황

판지시르 분쟁 또는 아프가니스탄 공화주의 반란은 2021년 8월 카불 함락 이후 아프가니스탄의 주도권을 잡은 탈레반의 아프가니스탄 이슬람 토후국 정부와 이에 반대하는 아프가니스탄 국민저항전선 사이에 일어나고 있는 무력 충돌이다. 국민저항전선은 판지시르주에 거점을 두고 무자헤딘의 주요 지도자이던 아흐마드 샤 마수드의 아들인 아흐마드 마수드와 아프가니스탄 공화국 부통령이던 암룰라 살레 등이 이끌고 있다. 2021년 9월 탈레반이 판지시르 대부분을 장악하며 이들의 거점은 타지키스탄으로 패퇴했으나 현재 명확한 점령 영토가 없이 수시로 일격이탈 전술의 게릴라전을 벌이고 있다.
2022년 5월에는 하자라족 군벌 메흐디 무자히드가 사르이폴주에서 발카브 반란을 일으켰으나 탈레반에 의해 진압되었다.

## 같이 보기
- 아프가니스탄 전쟁 (2001년~2021년)
- 아프가니스탄 이슬람 공화국
- 북부동맹 (아프가니스탄)